# Ólafur Guðmundsson
Ólafur Guðmundsson, islandski rokometaš, * 13. maj 1990.